# Benno Bing
Benno Bing (22. Dezember 1874 in Würzburg – 21. Dezember 1942 in Auschwitz) war ein deutscher Kaufmann und Theaterdirektor.

## Leben

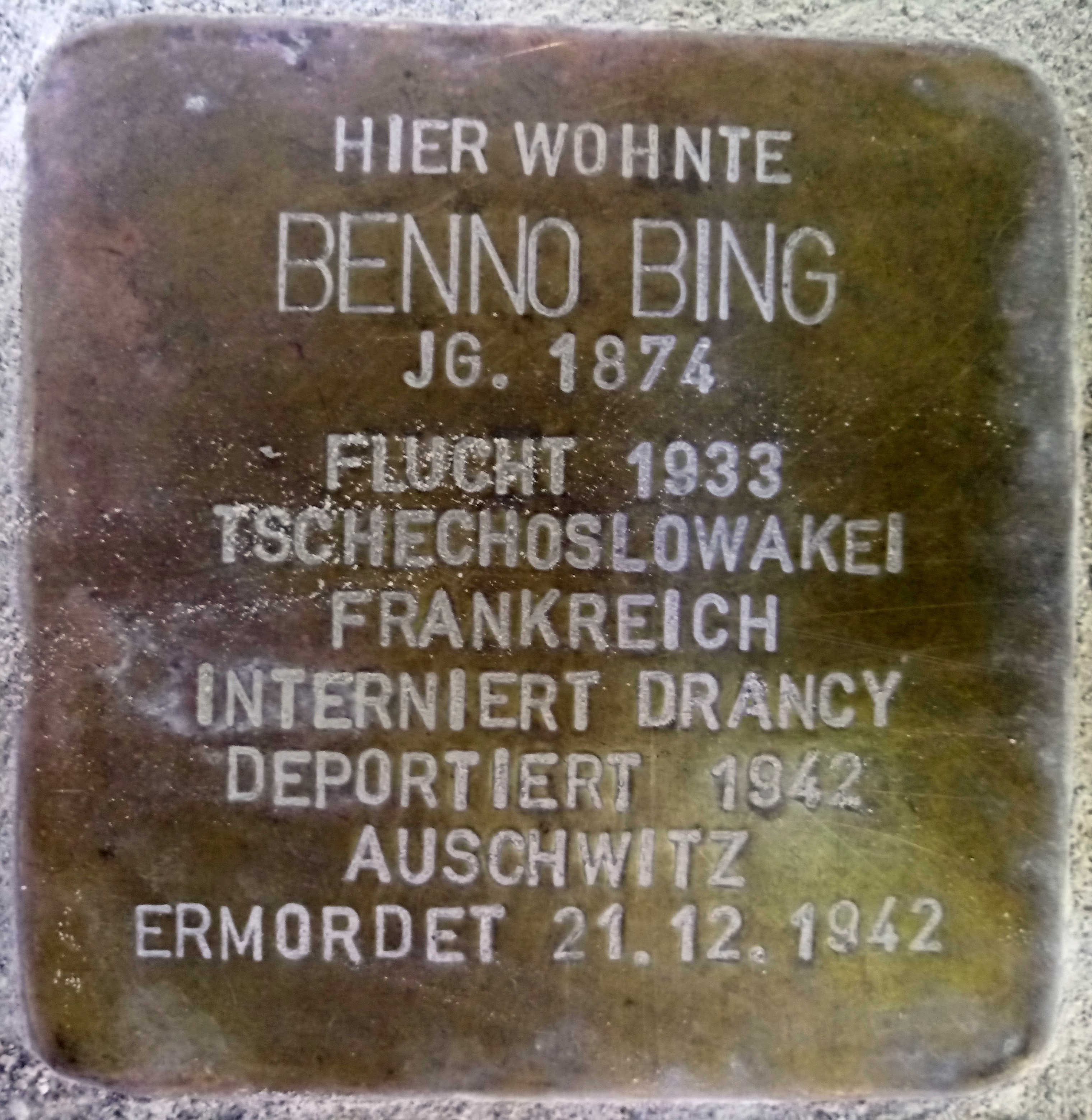
Stolperstein für Benno Bing

Benno Bing wurde als Sohn des jüdischen Kaufmanns Adolf Bing und seiner Ehefrau Therese, geborene Niedermaier, in Würzburg geboren. Er war ein Ur-ur-Enkel des Oberrabbiners Abraham Bing. Nachdem der Vater 1878 während eines Kuraufenthaltes in Bad Reichenhall verstorben war, besuchte Benno Bing von 1884 bis 1894 das Maximiliansgymnasium in München und wohnte hier unter verschiedenen Adressen zur Untermiete. Anlässlich seines Abiturs gab er als Studienabsicht Rechtswissenschaften an, wurde jedoch als Kaufmann tätig. Am 1. November 1909 ist sein Zuzug nach München aus Berlin dokumentiert, 1910 sein Austritt aus der jüdischen Gemeinde. 1913 bis 1933 war er neben den künstlerischen Leitern Erich Ziegel, Otto Falckenberg und zeitweise Hugo Ball kaufmännischer Direktor an den Münchner Kammerspielen und 1928/29 zusätzlich stellvertretender Direktor der Barnowsky-Bühnen in Berlin.
Im Oktober 1933 emigrierte er nach Prag, wurde am 1. April 1935 mit einem vom deutschen Konsulat in Prag ausgestellten Pass in Paris registriert und reiste am 6. Dezember 1938 weiter nach Plouër-sur-Rance in der Bretagne. Am 21. November 1940 begab er sich nach La Ferté-Bernard  im Département Sarthe, wo er am 9. Oktober 1942 verhaftet und zunächst ins Lager Mulsanne (Sarthe) verbracht wurde. Am 18. Oktober 1942 wurde er ins Sammellager Drancy, nordöstlich von Paris, überstellt und schließlich am 6. November 1942 nach Auschwitz deportiert.
Seine Ehe mit Karoline Tausend, katholischer Konfession, war 1938 in Abwesenheit geschieden worden. Alle vier Kinder dieser Ehe überlebten den Holocaust.
Nicht der Schauspieler und Hörspielregisseur Max Bing war sein Bruder, sondern der Münchner Rechtsanwalt Max Bing (1873 in Würzburg – 1929 in München).
Zu seinem Gedenken wurde am 12. November 2018 an seinem letzten Wohnort in der Keuslinstraße 4 in München ein Stolperstein verlegt. Im Juni 2020 wurde im Rahmen des Projekts Erinnerungszeichen für Opfer des NS-Regimes in München in der Maximilianstr. 26 eine Erinnerungstafel angebracht.